# Dicoryphus ater
Dicoryphus ater is een hooiwagen uit de familie Assamiidae.